# Nawaf Al-Janahi
Nawaf Al-Janahi (né le 7 février 1977 à Abu Dhabi) est un réalisateur, scénariste, producteur de cinéma, comédien et photographe émirati. 

## Biographie
Figure de proue du jeune cinéma émirati des années 2000 et 2010, Nawaf Al-Janahi est né d'une mère égyptienne et d'un père émirati. Il commence à jouer à l'âge de 7 ans et part, à l'âge de 19 ans, étudier le cinéma à San Francisco (États-Unis). De retour aux Émirats arabes unis, il devient directeur de programmation à Abu Dhabi TV de 1999 à 2005 et s'occupe de la direction artistique d'un festival de cinéma. Il se lance dans la production et la réalisation de courts-métrages à la fin des années 1990. Ces films attirent l'attention de la critique internationale, singulièrement Mirrors of Silence (2006), sélectionné dans une vingtaine de festivals internationaux dont le Festival de Cannes.  Nawaf Al-Janahi tourne en 2009 son premier long-métrage, The Circle, puis un deuxième en 2011, Sea Shadow (dans lequel Les Cahiers du cinéma décèle « un sens du cadre qui témoigne d'un véritable savoir-faire »). 

## Filmographie

### Réalisateur
- 2011 : Sea Shadow
- 2009 : The Circle
- 2006 : Mirrors of Silence
- 2004 : Arwaah
- 2003 : Ala tareeq
- 2002 : Hajess
- 1988 : The Confrontation

### Scénariste
- 2011 : Sea Shadow
- 2009 : The Circle
- 2006 : Mirrors of Silence
- 2004 : Arwaah
- 2003 : Ala tareeq
- 2002 : Hajess
- 1988 : The Confrontation